# Stono-Aufstand
Der Stono-Aufstand (englisch: Stono Rebellion, manchmal auch Cato’s Conspiracy oder Cato’s Rebellion) war ein Sklavenaufstand, der sich am 9. September 1739 im Gebiet des Stono River bei Charleston in der britischen Kolonie South Carolina ereignete. Der bewaffnete Aufstand, an dem 80 afrikastämmige Sklaven teilnahmen, um in die spanische Kolonie Florida zu entkommen, wurde blutig niedergeschlagen. Der Stono-Aufstand gilt als einer der ersten Sklavenaufstände auf dem Staatsgebiet der heutigen Vereinigten Staaten und als der größte der Kolonialzeit.

## Hintergrund
Dem Aufstand gingen eine Reihe von Ereignissen voraus, die für einen erfolgreichen Ausbruchsversuch günstige Bedingungen schufen. Die Macht der Sklavenhalter war nach einer Gelbfieberepidemie beeinträchtigt; es gab Gerede über einen möglichen Krieg zwischen England und Spanien; den Sklaven war bekannt, dass viele geflohene Sklaven in Florida Zuflucht gefunden hatten, wo die Spanier ihnen, wenn sie sich zum katholischen Glauben bekannten, Freiheit gewährten.
Ein Faktor, der die aufständischen Sklaven zur Eile antrieb, war möglicherweise der Security Act of 1739, ein Gesetz, das am 29. September in Kraft treten sollte und durch das alle männlichen Weißen verpflichtet wurden, sonntags Waffen zu tragen. Der Führer des Aufstandes, Jemmy, war ein gebildeter Sklave, der als „Angolaner“ bezeichnet wurde, was wohl bedeutet, dass er aus dem zentralafrikanischen Kongoreich stammte. Ihm und anderen wichtigen Beteiligten muss – so wird in der Fachliteratur vermutet – klar gewesen sein, dass ein nach dem 29. September ausgeführter Ausbruchsversuch kaum Aussicht auf Erfolg gehabt hätte.

## Verlauf
Unter der Führung von Jemmy versammelten sich am 9. September 1739 20 afrikastämmige Sklaven in der Gegend des Stono River, südwestlich der Stadt Charleston. Sie marschierten die Straße entlang, trugen ein Banner mit der Aufschrift „Liberty“ (Freiheit) und sangen dieses Wort unisono. In einem Laden an der Stono River Bridge verschafften sie sich Waffen und töteten zwei Kaufleute. Sie zogen eine Fahne auf und zogen in Richtung Süden, wo sie in Florida ihre Freiheit zu erlangen hofften. Unterwegs schlossen sich ihnen immer neue Sklaven an; ihre Zahl betrug schließlich 80. Sie brannten sieben Plantagen nieder und töteten 20 Weiße. Der Vizegouverneur von South Carolina, William Bull, der gemeinsam mit vier Freunden zu Pferde unterwegs war, stieß zufällig auf die Gruppe, konnte jedoch entkommen und alarmierte andere Pflanzer. Diese bildeten einen Trupp Bewaffneter zur Verfolgung der aufständischen Sklaven.
Am folgenden Tag stießen berittene Milizionäre auf die 80 Aufständischen. Während des Kampfes, bei dem die Aufständischen unterlagen, wurden 20 Weiße und 44 afrikanischstämmige Sklaven getötet; die gefangenen Sklaven wurden enthauptet.

## Folgen
Im folgenden Jahr kam es zu einem weiteren Aufstand in Georgia, und noch ein Jahr später fand erneut ein Sklavenaufstand in South Carolina statt.
Aus Sorge vor weiteren Sklavenaufständen kam es in Charleston im Anschluss an den Stono-Aufstand zu einem 10-jährigen Einfuhrstopp für Sklaven. Auch das Sklavengesetz wurde verschärft; insbesondere wurde den Sklaven das Recht auf Bildung und auf eigenes Geldverdienen genommen.
Aus Angst vor weiteren Sklavenaufständen wurden in South Carolina auch im Amerikanischen Unabhängigkeitskrieg Milizen außerhalb der Front belassen.

## Die Stono River Rebellion Site
Der Standort von Hutchinson’s Warehouse, wo der Aufstand begann, wurde 1974 zum National Historic Landmark erklärt.